# Watt (eenheid)
| Grotere/kleinere eenheden | Grotere/kleinere eenheden | Grotere/kleinere eenheden |
| factor                    | naam                      | symbool                   |
| ------------------------- | ------------------------- | ------------------------- |
| 10−6                      | microwatt                 | μW                        |
| 10−3                      | milliwatt                 | mW                        |
| 1                         | watt                      | W                         |
| 103                       | kilowatt                  | kW                        |
| 106                       | megawatt                  | MW                        |
| 109                       | gigawatt                  | GW                        |
| 1012                      | terawatt                  | TW                        |
| 1015                      | petawatt                  | PW                        |

De watt (symbool W) is de SI-eenheid van vermogen (energie per tijdseenheid). De eenheid is vernoemd naar de Schotse ingenieur James Watt. De eenheid is een zogenaamde afgeleide eenheid, wat wil zeggen dat zij kan worden ontleed in andere basiseenheden:
{\displaystyle \mathrm {1\ W=1\ {\frac {J}{s}}=1\ {\frac {kg\cdot m^{2}}{s^{3}}}} }
Een gloeilamp met een vermogen van 60 watt gebruikt een hoeveelheid energie van 60 joule per seconde.
Een verouderde eenheid van vermogen is de paardenkracht (pk, CV), iets minder dan de horsepower (hp):
1 pk (= 1 metric horsepower) = 735,49875 W, terwijl 1 hp (electrical horsepower) = 746 W en terwijl 1 mechanic (= hydraulic = imperial) hp = 745,6998715823 W

## Elektromagnetisme

### Elektrisch vermogen
Ook een elektrisch vermogen wordt uitgedrukt in watt. De uitdrukking is dan als volgt.
{\displaystyle \mathrm {1\ W=1\ V\cdot 1\ A} }
Hierbij is V (volt) de eenheid voor spanning en A (ampère) de eenheid voor stroom.
Het elektrisch vermogen kan uitgedrukt worden met behulp van de elektrische weerstand.
{\displaystyle \mathrm {1\ W=1\ V^{2}/\Omega =1\ A^{2}\cdot \Omega } }
Hierbij is Ω (ohm) de eenheid voor elektrische weerstand.
Op elektrische huishoudelijke apparaten kan meestal teruggevonden worden wat het elektrische vermogen is in watt. Voor industriële apparatuur wordt het opgenomen vermogen van apparaten gewoonlijk uitgedrukt in voltampère, dit (schijnbaar) vermogen geeft aan hoe zwaar de aansluiting op het elektriciteitsnet moet zijn. Het vermogen dat effectief verbruikt wordt door het toestel is wel uitgedrukt in watt.

### Elektrische energie
Een praktische, niet-SI-eenheid die rechtstreeks van de watt is afgeleid is de kilowattuur (kWh): 1 kWh = 3,6 MJ (megajoule). De vermenigvuldiging van de watt (joule per seconde) met een tijdseenheid heeft weer een eenheid van energie als gevolg. Voor het uitdrukken van een hoeveelheid elektrische energie wordt deze eenheid dan ook vaak gebruikt.
Een apparaat van 10 watt verbruikt in 24 uur:
{\displaystyle \mathrm {10\ W\times 24\ h=240\ Wh=0,24\ kWh} }
NB: op veel apparaten is aangegeven wat het apparaat maximaal kan verbruiken; dat wil niet zeggen dat het dat ook daadwerkelijk continu verbruikt.

## Afgeleiden
Een megawatt (symbool: MW) is gelijk aan een miljoen (106) watt. De productiecapaciteit van energiecentrales wordt meestal in megawatt uitgedrukt, ook wel MWe (met de e van elektrisch). Het thermisch vermogen (de hoeveelheid warmte die vrijkomt) is altijd hoger, en wordt ook wel aangeduid als MWth. De opgewekte warmte gaat deels verloren bij de omzetting naar elektriciteit. Een gigawatt (symbool: GW) komt overeen met 109 watt, een terawatt (symbool: TW) met 1012 watt.